# Джордан Кілганон
Джордан Кілганон (англ. Jordan Kilganon; нар. 1992 року в Садбері, Онтаріо) — канадський професійний слем-данкер. Відомий тим, що на Матчі всіх зірок 2016 під час тайм-ауту виконав «данк-скорпіона» в джинсах.